# Aleksiej Kaledin
Aleksiej Maksymowicz Kaledin, ros. Алексей Максимович Каледин (ur. 12 października?/24 października 1861 folwark Kaledina, stanica Ust' Halepska zm. 29 stycznia?/11 lutego 1918 w Nowoczerkasku) – generał kawalerii Armii Imperium Rosyjskiego.

## Życiorys
Pochodził z rodziny kozackiej. Ukończył Michajłowską Akademię Artylerii w Petersburgu w 1882 i Nikołajewską Akademię Sztabu Generalnego w 1889. 
W czasie I wojny światowej dowodził 12 Korpusem Armijnym, od maja 1916 do maja 1917 8 Armią na Froncie Południowo-Zachodnim. Od czerwca 1917 ataman kozackiego Wojska Dońskiego, wybrany na zjeździe starszyzny kozackiej. W sierpniu 1917 wystąpił z programem zdławienia rewolucji. W listopadzie 1917 w demokratycznych wyborach do Konstytuanty wybrany deputowanym z okręgu Kozaków dońskich. Przywódca kontrrewolucji Kozaków nad Donem w latach 1917–1918 w wojnie domowej w Rosji.
W czasie rewolucji październikowej 1917 prowadził walki zbrojne z oddziałami czerwonych (tzw. Kaledowszczina). Po klęsce walk przeciw bolszewikom złożył swoje pełnomocnictwa i popełnił samobójstwo wystrzałem w serce. Był odznaczony Orderem Orła Białego, Orderem Świętego Jerzego III i IV klasy, Orderem Świętego Włodzimierza II i III klasy, Orderem Świętej Anny I i III klasy, Orderem Świętego Stanisława I, II i III klasy i Złotą Szablą Za Waleczność.